# Wong Choihing
Wong Choihing ist ein chinesischer Unternehmer. Das von ihm gegründete und geleitete Unternehmen Hydoo International Holding Limited plant und entwickelt Großhandelszentren in der chinesischen Provinz.
Wong Choihing wurde als fünftes Kind von zehn Geschwistern geboren.
Er begann seine Karriere als Lastwagenfahrer. Als solcher entdeckte er in den 1990ern, dass der Aufschwung in China auch die Provinzen erreichen musste. Dort fehlte es aber noch an entsprechenden Infrastrukturen. Hieraus entwickelte er die Geschäftsidee von Hydoo: Es werden Geschäftszentren entwickelt und errichtet, die Ladenflächen werden dann an kleine bis mittelständische Geschäftsleute verkauft. Er und seine Geschwister entwickelten zwischen 1995 und 2010 neunzehn derartige Zentren in sieben Provinzen Chinas. 2014 wurde er von Bloomberg als Milliardär ermittelt.